# Tania Gooley
Tania Gooley (* 16. August 1973 in Adelaide) ist eine australische Beachvolleyball- und Volleyballspielerin.

## Karriere Halle
In der Halle spielte Gooley im Team der University of New Mexico. 1994 gehörte sie zum Kader der australischen Nationalmannschaft.

## Karriere Beach
Gooley absolvierte ihre ersten internationalen Beachvolleyball-Turniere 1996 und 1997 mit wechselnden Partnerinnen. Ihr bestes Ergebnis war dabei der siebte Platz, den sie mit Angela Clarke bei den Busan Open erreichte. 1998 bildete sie ein Duo mit Nicole Sanderson. Auf der World Tour erreichten Gooley/Sanderson zwei fünfte Plätze in Toronto und Marseille sowie einen neunten Rang in Dalian. 1999 nahmen die beiden Australierinnen an der Weltmeisterschaft in Marseille teil und belegten dort den 25. Platz. Anschließend wurde Pauline Manser Gooleys neue Partnerin. Das Duo wurde in Espinho und Dalian zweimal Neunter. Im Jahr 2000 erreichten Gooley/Manser fast bei jeder Turnier-Teilnahme die Top Ten. Den Grand Slam in Chicago beendeten sie auf dem neunten Platz und bei den Berlin Open unterlagen sie erst im Endspiel dem US-Duo May-Treanor/McPeak. Außerdem nahmen Gooley/Manser an den Olympischen Spielen 2000 in Sydney teil. Vor heimischem Publikum kamen sie bis ins Viertelfinale, das sie gegen die späteren Finalistinnen Adriana Behar / Shelda Bede aus Brasilien verloren.
Nach einem Jahr Pause kehrte Gooley 2002 an der Seite von Angela Clarke zurück in den Sand. Clarke/Gooley gelangten als Fünfte der Stavanger und Maoming Open sowie als Neunte von Osaka in die Top Ten. Außerdem spielten sie zwei Grand Slams. 2003 beendeten sie die Grand Slams in Berlin und Marseille sowie die Stavanger Open jeweils auf dem 17. Platz.

## Auszeichnungen
- 1993: First team All-WAC
- 1994: First team All-WAC[1]
- 1995: Aufnahme in die UNM Athletics Hall of Honor als Female Athlete of the year[2]